# 9077 Ілдо
9077 Ілдо (9077 Ildo) — астероїд головного поясу, відкритий 3 липня 1994 року.
Тіссеранів параметр щодо Юпітера — 3,320.